# 極真拳武会
極真拳武會（きょくしんけんぶかい）は、フルコンタクト系の空手団体。団体名称は一般社団法人極真武道空手連盟極真拳武會（きょくしんぶどうからてれんめい きょくしんけんぶかい、英: Kyokushin Budo Karate Organization Kyokushin Kenbukai）。

## 拳武會とは
極真空手の創始者大山倍達存命中の極真会館時代、緑健児、八巻建志、数見肇、塚本徳臣など、多数の世界王者、全日本王者など、極真史に残る名選手を育て上げ、名伯楽と謳われた廣重毅が極真館の副館長職を辞任し、極真館を自主退会したのち、2017年2月5日に設立した組織。
2018年4月18日、廣重毅会長が逝去した後、二代目会長として極真会館時代から古参高弟であった金子雅弘が就任している。

### 主な役員
- 会長 金子雅弘（代表理事）
- 副会長 古賀裕和
- 最高師範 藤原賢治
- 理事 廣重実枝子（顧問）
- 理事 川田貞夫（顧問）
- 監事 辻英彦
- 監事 夏原馨

## 支部一覧
国内
東京
- 佐川虎太郎（蒲田本部道場）
- 金子雅弘（大井町･青物横丁）
- 菅野哲也（長原･石川台）
- 東海林亮介（池尻大橋･砂町）
- 夏原望（五反田･中延）
- 藤本義隆（神楽坂）
- 徳永知一 （平和島）
- 伊藤裕規（大岡山･東工大）
- 石澤邦夫（羽田）
- 藤井将貴（有明･千鳥）

神奈川
- 古賀裕和（元住吉･川崎･大倉山･中山）
- 奈良和康（武蔵新城）
- 橋本幸憲（溝の口）

埼玉
- 菊地先（さいたま浦和支部）
- 岩田學（埼京・城北）

茨城
- 相澤宏使（茨城支部）

大阪
- 藤原賢治（大阪中央支部）
- 三浦光司（大阪城南支部）

奈良
- 三浦光司（奈良県支部）

海外
アメリカ合衆国
- ダン･ウェブスター（フロリダ）

ロシア
- 藤井脩祐（モスクワ）

韓国
- ハン.サンチョル　（蔚山）
- ヒョン.ソンホ　（釜山）

## 破門、除名、その他処分者
- 姜宗憲（カン・ジョンホン）※前さいたま中央支部長、2018年6月27日除名[3]